# Кортне (Изер)
Кортне (фр. Courtenay) насеље је и општина у источној Француској у региону Рона-Алпи, у департману Изер која припада префектури Ла Тур ди Пен.
По подацима из 2011. године у општини је живело 1223 становника, а густина насељености је износила 38,12 становника/km². Општина се простире на површини од 32,08 km². Налази се на средњој надморској висини од 352 метара (максималној 375 m, а минималној 219 m).

## Демографија
| 1962. | 1968. | 1975. | 1982. | 1990. | 1999. | 2011. |
| ----- | ----- | ----- | ----- | ----- | ----- | ----- |
| 581   | 608   | 550   | 637   | 667   | 739   | 1.223 |

График промене броја становника у току последњих година